# HDD Jesenice
HDD Jesenice (celým názvem: Hokejsko drsalno društvo Jesenice) je slovinský klub ledního hokeje, který sídlí v Jesenicích v Hornokraňském regionu. Založen byl v roce 2013 jako nástupce slavného klubu HK Acroni Jesenice. Ve sportovní terminologii se jedná o tzv. Phoenix club. V roce 2014 byl název pozměněn z Team Jesenice na HDD Jesenice. Jeseničtí dokázali zvítězit od svého založení již třikrát v nejvyšší národní soutěži, naposledy v sezóně 2017/18. Klubové barvy jsou červená a černá.
Své domácí zápasy odehrával v hale Dvorana Podmežakla s kapacitou 4 000 diváků.

## Historické názvy
Zdroj:
- 2013 – Team Jesenice
- 2014 – HDD Jesenice (Hokejsko drsalno društvo Jesenice)

## Získané trofeje
- Slovinský mistr v ledním hokeji ( 3× )
  - 2014/15, 2016/17, 2017/18

## Přehled ligové účasti
Zdroj:
- 2013– : Slovenska hokejska liga (1. ligová úroveň ve Slovinsku)
- 2013–2016: Inter-National-League (2. ligová úroveň v Rakousku / mezinárodní soutěž)
- 2016– : Alps Hockey League (2. ligová úroveň v Rakousku / mezinárodní soutěž)

## Účast v mezinárodních pohárech
Zdroj:
Legenda: SP - Spenglerův pohár, EHP - Evropský hokejový pohár, EHL - Evropská hokejová liga, SSix - Super six, IIHFSup - IIHF Superpohár, VC - Victoria Cup, HLMI - Hokejová liga mistrů IIHF, ET - European Trophy, HLM - Hokejová liga mistrů, KP - Kontinentální pohár
- KP 2015/2016 – 2. kolo, sk. B (3. místo)
- KP 2016/2017 – 2. kolo, sk. C (3. místo)
- KP 2018/2019 –